# Hornstorf (Straubing)

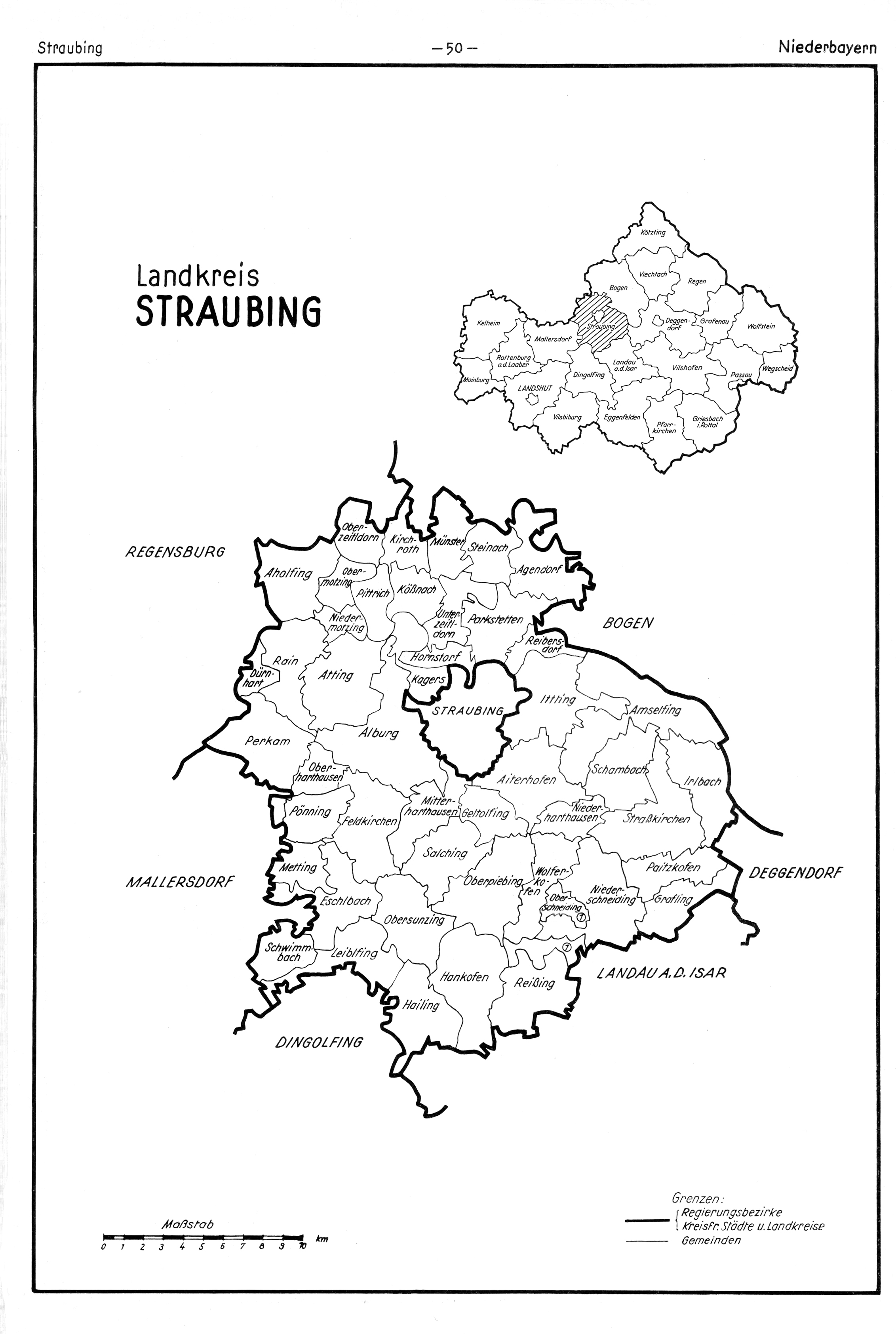
Der Landkreis Straubing (bis 1972) mit den damaligen Gemeinden. Hornstorf grenzte nördlich/nordwestlich an die kreisfreie Stadt Straubing in den damaligen Grenzen.

Hornstorf ist ein Stadtteil der niederbayerischen kreisfreien Stadt Straubing, sowie eine Gemarkung im nördlichen Stadtgebiet.

## Geschichte
Der Ort gehörte zur Hofmark Hornstorf/Sossau des Klosters Windberg, das 1803 im Zuge der Säkularisation aufgelöst wurde.
Bis 31. Dezember 1971 war Hornstorf eine eigenständige Gemeinde im damaligen Landkreis Straubing mit den beiden Ortsteilen Sossau und Hornstorf und einer Gemeindefläche von 391 Hektar.

## Lage
Hornstorf liegt im Gäuboden nördlich der Alten Donau im Norden des Straubinger Stadtgebietes. Die Agnes-Bernauer-Brücke und die Schloßbrücke verbinden Hornstorf über Gstütt mit dem Zentrum von Straubing.